# 高柳静江
高柳 静江（たかやなぎ しずえ、1948年 - ）は、日本の教育者である。愛知県出身。システムブレーン所属。
新家庭教育協会で理事を務め、母親心理学訓練講座・父親心理学訓練講座の講師を務める。

## 略歴
- 1983年 - 新家庭教育協会初代理事長・山崎房一と出会い、母親心理学訓練講座を10年間受講する。
- 1993年 - 山崎が逝去。その後、山崎の教えを継承し、講師デビューする。同時に新家庭教育協会の理事に就任する。
- 2007年 - 自身が講師を務める母親心理学訓練講座長岡会場が新潟県長岡市にある男女平等推進センター「ウィルながおか」に団体登録を行う。[1]
- 2010年 - 静岡県静岡市でお母さんの勉強会を結成し、[2]静岡県の育ててよし ふじのくに民間広援事業費補助金の補助団体

## 人物
かつては子育てや家庭の問題に悩んでおり、35歳だった1983年に母親心理学訓練講座を受講して以降、それまでの子育てや家庭の悩み、自分自身の不安が確実に解消され、次第に他の母親の悩みの相談を受けるようになったという。現在、東京都墨田区・新潟県長岡市・静岡県静岡市で講座を担当しているが、自身の経験を元にした講義となっており、子育てや生き方に悩む多くの人達の支持を集めている。この他、全国各地での講演会、カウンセリング・テレビ出演等で活躍している。

## 著書
- ガミガミ言わない子育て講座（PHP研究所　2003年8月　ISBN 4569629377）
- 「落ち着き・集中力」のある子に育てる本（PHP研究所　2004年9月　ISBN 4569634273）
- ステキな親子になれる本（新家庭教育協会）